# 다니 기이치
다니 기이치(谷儀一)는 일본 제국의 육군군인, 화족, 정치인이다. 최종계급은 육군소장. 귀족원의원. 정3위 훈2등 공4급 자작.
| 전임 다니 다테키 | 제2대 다니 (다테키) 자작가 당주 1911년 ~ 1947년 | 후임 화족제도 폐지 |